# Bo Karlsson
Pour les articles homonymes, voir Karlsson.
Bo Jonas Hil Karlsson, né le 12 octobre 1949, est un arbitre suédois de football. Il est arbitre de la FIFA de 1986 à 1994.

## Carrière
Bo Karlsson arbitre le quart de finale de la Coupe des clubs champions européens 1990-1991 entre l'Olympique de Marseille et l'AC Milan. Le match retour au stade Vélodrome est interrompu à la 88e minute de jeu à cause d'une panne d'éclairage alors que Marseille mène 1-0 sur un but de Chris Waddle. Lorsque le courant est rétabli, l'équipe milanaise refuse de reprendre le jeu. Bo Karlsson décide alors de donner la victoire à Marseille par forfait. Malgré l'importance du club milanais, il obtient le soutien de l'UEFA qui le désigne même pour siffler la finale de la Coupe d'Europe des vainqueurs de coupe quelques semaines plus tard. Il a aussi arbitré le match retour de la Supercoupe de l'UEFA 1992.
En tant qu'arbitre FIFA, il office dans diverses compétitions internationales majeures comme le Championnat d'Europe de football 1992 (1 match) et la Coupe du monde de football de 1994 (1 match).